# Oecomys phaeotis
Oecomys phaeotis é uma espécie de roedor da família Cricetidae.
Apenas pode ser encontrada no Peru.